# Claudia Vegliante
Claudia Vegliante (Roma, 22 aprile 1967) è un'attrice italiana.

## Biografia
La sua carriera televisiva inizia da bambina quando balla e canta Marameo accanto a Stefania Rotolo nella trasmissione Tilt (1979). Nel 1982 è protagonista del varietà Come Alice di Antonello Falqui, insieme a Rita Pavone e Carlo Verdone (incide anche la sigla della trasmissione).
Lavora anche per il grande schermo: prende parte alla commedia Cuando calienta el sol... vamos alla playa (1982), per la regia di Mino Guerrini, seguito da Uno scugnizzo a New York (1984) di Mariano Laurenti, accanto a Nino D'Angelo.
Nel 1983 Claudia Vegliante vince la "Targa d'argento" al "Fred Astaire International Tap Dance Championship" di New York. Nell'ottobre del 1984 è chiamata come ospite al Maurizio Costanzo Show.
Dal 1987 è Rossella nella serie televisiva I ragazzi della 3ª C. Il suo personaggio è quello dell'eterna fidanzata di Daniele. Nel 1996 recita una piccola parte nella serie tv Caro maestro nel ruolo della madre di Carlotta.
Proseguirà la sua carriera artistica come assistente alla regia e attrice in allestimenti teatrali.

## Filmografia

### Cinema
- La linea del fiume, regia di Aldo Scavarda (1976)
- Mogliamante, regia di Marco Vicario (1977)
- L'ingorgo, regia di Luigi Comencini (1978)
- Cuando calienta el sol... vamos alla playa, regia di Mino Guerrini (1983)
- Uno scugnizzo a New York, regia di Mariano Laurenti (1984)
- DUGU, cortometraggio, regia di Michela Andreozzi (2014)

### Televisione
- Il fascino dell'insolito – serie TV, episodio 1x05 (1980)
- I ragazzi della 3ª C – serie TV (1987-1989)
- Caro maestro – serie TV, episodio 1x03 (1996)

## Teatro
- Una bustina di cachet di Cinzia Berti, regia di Sofia Amendolea (1989)
- Broadway-Broadway di Pauline Domale, regia di Antonio Serrano (1990)
- Pinocchio di Carlo Collodi, regia di Roberto Guicciardini (1992)
- 40… ma non li dimostra di Titina e Peppino De Filippo, regia di Antonio Ferrante (1992)
- Quando il gatto è via… di John Mortimer e Brian Cook, regia di Antonio Ferrante (1994)
- Notte d'incanto di Mrozek, regia di Roberto Gandini (1996)
- Gli ultimi 45 minuti di vita di Amleto da William Shakespeare (1996)
- Dracula da Bram Stoker, regia di Maurizio Annesi (1998)
- Moll Flanders da Daniel Defoe, regia di Alessandro Fabrizi (1999)
- Tutto per bene di Luigi Pirandello, regia di Pino Micol  (2000)
- Aminta di Torquato Tasso, regia di Alessandro Fabrizi  (2001)
- Il gioco degli dei dall'Eneide, regia Manuela Mandracchia  (2002)
- Sbagliando s'inventa da Gianni Rodari, regia di Roberto Gandini  (2002)
- Zorro e la foresta incantata regia di Roberto Gandini  (2003)
- Oreste di Vittorio Alfieri, regia Luigi Saravo (2007)
- Riccardo III di W. Shakespeare, regia Luigi Saravo (2007)
- Desaparcida testo e regia di Luigi Saravo (2008)
- Sapore di sale  testo e regia di Luigi Saravo (2008)
- M'amanonm'ama  testo e regia di Luigi Saravo (2009)
- Pseudolo di Plauto regia di Maurizio Amnesi (2009)
- Sapore di sale  testo e regia di Luigi Saravo (2009)
- Testa di Latta  testo e regia di Luigi Saravo (2010)
- Gli ultimi 45 minuti di vita Amleto (2011) regia e testo di Luigi Saravo
- Casa di bambola movimenti coreografici regia Roberto Valerio

## Programmi televisivi
- Bussola domani (1978)
- Tilt (Rete 1, 1979)
- Come Alice (Rete 1, 1982)
- Ok il prezzo è giusto

## Discografia parziale

### 45 giri
- 1982 – Come Alice/Camomilla (Bubble Record, BLU 9316)